# 烏爾禾龍屬
烏爾禾龍屬（意為「烏爾禾的蜥蜴」）是種生存於早白堊紀中國的劍龍科恐龍，是少數存活到白堊紀早期的劍龍類恐龍。烏爾禾龍身長約6公尺。與其他劍龍科相比，烏爾禾龍的背部骨板較圓、較平坦。

## 發現與種
烏爾禾龍目前有兩個種。模式種是平坦烏爾禾龍（W. homheni），由董枝明在1973年於中國新疆烏爾禾的吐谷魯組地層發現。正模標本（編號IVPP V.4006）是一個破碎的身體骨頭，缺乏頭顱骨。副模標本（編號IVPP V4007）是三節尾椎，來自於另一個個體。
另一個較小的種額多烏爾禾龍（W. ordosensis，又譯鄂爾多斯烏爾禾龍），化石於中國內蒙古鄂爾多斯盆地的伊金霍洛組地層發現，並由董枝明在1993年正式命名。正模標本（編號IVPP V6877）是一個破碎身體骨骼，缺乏頭顱骨，發現於1988年。
在2008年，蘇珊娜·梅德曼特等人提出烏爾禾龍是劍龍的一個次異名，主張將烏爾禾龍的模式種改列為劍龍屬的一種，Stegosaurus homheni；而額多烏爾禾龍（W. ordosensis）則成為疑名。這個分類法還沒有被普遍接受。

## 敘述

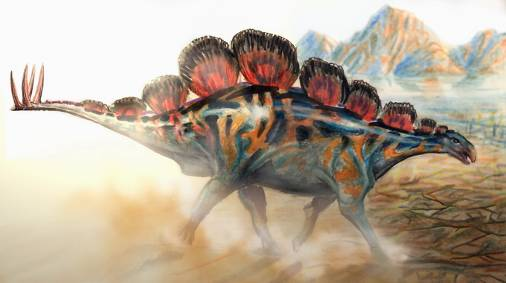
平坦烏爾禾龍的想像圖

平坦烏爾禾龍可能是身體寬廣的動物。在2010年，美國古生物學家葛瑞格利·保羅（Gregory S. Paul）估計平坦烏爾禾龍的身長約7公尺，體重估計約4公噸。但目前只發現分散的骨頭，因此難以重建生前的全貌。與其他劍龍科相比，烏爾禾龍的背部骨板較圓、較平坦。但梅德曼特等人認為這些骨板曾遭到外力改變形狀，因此無法確定其生前形狀。平坦烏爾禾龍的腸骨明顯地向前、呈喇叭狀，顯示牠們有非常寬廣的腹部。尾巴神經棘非常長。
額多烏爾禾龍的體型較小，身長估計約5公尺，體重約1.2公噸。牠們也有寬廣的骨盆，但尾巴神經棘較短。額多烏爾禾龍的頸部較長。

## 古生物學
烏爾禾龍的身體較其他劍龍科低；科學家認為這是因為烏爾禾龍以低層植被為食的適應結果。不像劍龍屬，烏爾禾龍有較短、較圓的骨板，功能目前還在爭論中。烏爾禾龍如同其他劍龍類，擁有四根尾部尖刺，這些尖刺最可能用來自我防衛。董枝明曾把大型尖刺放置在肩膀位置。